# Unione Sportiva Livorno 1915 2023-2024
Questa voce raccoglie le informazioni riguardo all'Unione Sportiva Livorno 1915 nelle competizioni ufficiali della stagione 2023-2024.

## Stagione
In questa stagione il Livorno disputa il suo nono campionato in quarta serie, dei quali il secondo consecutivo in Serie D.
Dopo la deludente annata 2022-2023, conclusa al 5º posto in Serie D e al primo turno dei play-off, nella 2023-2024 inizia effettivamente il mandato del nuovo presidente brasiliano Joel Esciua, primo straniero nella storia del club toscano a ricoprire tale carica, che aveva acquistato la società da Paolo Toccafondi a maggio del 2023 per circa 650 000 euro. In questo senso cambiano anche il direttore sportivo, ruolo assegnato a Raffaele Pinzani, e il direttore generale, che diventa Vittorio Mosseri, presidente della Comunità ebraica di Livorno. Viene altresì annunciato Gianni Palumbo come nuovo team manager. Al contrario, abbandona la dirigenza la vecchia bandiera Igor Protti.
In panchina saluta Lorenzo Collacchioni e gli succede Giancarlo Favarin, vincitore di cinque campionati di Serie D e della Panchina d'argento 2011.
Dichiaratamente ambizioso in un girone alla portata, il Livorno comincia molto bene il campionato, imponendosi per 1-4 sul Poggibonsi  e inanellando altre tre vittorie nelle successive quattro partite (contro Mobilieri Ponsacco, Sansepolcro e Ghiviborgo), venendo fermato sul pareggio solo dal Grosseto nel derby "di vertice" della seconda giornata (1-1). Questa serie di risultati positivi permette alla squadra amaranto di attestarsi al primo posto in solitaria, alimentando le speranze dei tifosi. Tuttavia, da quel momento inizierà una fase di crisi di gioco e di risultati per le Triglie, che, complice lo straordinario campionato della Pianese, le allontana dal picco della classifica: una sola vittoria, uno 0-1 contro il Real Forte Querceta al termine di una prestazione non esaltante e confusionaria (settima giornata), tra il sesto e il decimo turno, con le deludenti sconfitte interne per 2-4 contro i lucchesi del Tau Altopascio e per 0-1 contro il Seravezza Pozzi  e due pareggi, nello scontro diretto contro la Pianese e contro il Follonica Gavorrano, tutti e due per 1-1. Tale periodo relega i labronici al sesto posto, con un ritardo di ben sette punti dalla capolista.
Il distacco viene diminuito a cinque lunghezze in seguito alle tre vittorie consecutive conquistate, pur senza mai convincere appieno, contro San Donato Tavarnelle, Cenaia e Montevarchi, che consentono al Livorno di issarsi al quarto posto. La squadra di Favarin fatica enormemente a creare pericoli alla porta avversaria, ne sono due palpabili esempi i pareggi in casa contro l'abbordabile Figline e in trasferta in opposizione alla modesta Sangiovannese, i quali conducono fuori dalla zona play-off i toscani e ne aumentano il divario dal primo posto a sei punti. I risultati molto al di sotto delle aspettative e il feeling mai sbocciato con il presidente Esciua daranno vita ad una dura contestazione che dividerà, in un primo momento, addirittura la tifoseria stessa: le origini ebree del patron carioca, quindi sostenitore della causa israeliana nel conflitto israelo-palestinese, creano un contrasto irreparabile con la parte più calda dei supporters amaranto, parteggiatrice invece per lo Stato di Palestina. A dicembre, la Curva Nord (sede degli Ultras degli amaranto) rilascia una lunga lettera indirizzata al presidente, dal titolo "Joel sei stato nominato", nella quale racchiude tutta la sua frustrazione per i comportamenti giudicati "fuori luogo" di quest'ultimo. Sotto esame vengono posti anche l'aumento sensibile del prezzo degli abbonamenti (del circa 50% rispetto al 2022-2023), l'allontanamento di Protti dalla direzione "per ragioni di risparmio", il calciomercato non all'altezza e le errate scelte di dirigenza, come quella del direttore generale "che con il calcio non ha mai avuto a che fare". Il comunicato si chiude con l'invito a lasciare la presidenza, definendo l'uomo di San Paolo "bugiardo" e "senza dignità".
In seguito alla sconfitta interna per 0-1 contro il Poggibonsi alla diciottesima giornata, arrivata al culmine dell'ennesima prova decisamente sottotono, con la squadra al sesto posto a -6 dalla prima piazza, il tecnico Favarin rassegna le proprie dimissioni, accolte dalla società l'8 gennaio. Poche ore prima, a dare forfait era stato anche il DS Pinzani; questo ruolo viene affidato ad Alessandro Doga, già responsabile del settore giovanile. Per quanto riguarda la selezione dell'allenatore, quando la scelta sembra essere destinata a ricadere sull'ex difensore, tra le altre, del Livorno Jorge Vargas, vi è un improvviso dietrofront che porta Fabio Fossati a porre la firma sul contratto.
Gli esordi del nuovo mister non lasciano presagire fortune, dati i tre pareggi consecutivi e molto poco convincenti contro Grosseto, il fanalino di coda Mobilieri Ponsacco e i terz'ultimi del Sansepolcro, tutti per 1-1, che fanno scivolare ulteriormente in classifica i labronici, ora a -9 dalla testa. Comunque, pur continuando a latitare a livello di gioco, la squadra amaranto inizia un trend alquanto positivo di quattro vittorie consecutive, che contando i passi falsi delle dirette concorrenti le permettono di rientrare prepotentemente nella lotta alla promozione, ora distante un singolo punto: la buona prova offerta nel 4-1 casalingo al Ghiviborgo galvanizza i toscani, che superano anche Tau Altopascio (1-2), Real Forte Querceta (2-1) e Seravezza Pozzi (1-2), potendo dunque arrivare nel migliore dei modi alla supersfida contro la capolista Pianese della giornata successiva. Con l'opportunità di riscattare una stagione caratterizzata da alti e bassi, le Triglie giocano molto bene quest'ultimo match, creando parecchie occasioni da gol ma riuscendo a strappare soltanto un pareggio (1-1) davanti ai circa 5 000 spettatori accorsi al Picchi. In questo modo, grazie alla propria vittoria, il Follonica Gavorrano scavalca in un solo colpo sia amaranto che bianconeri piazzandosi al primo posto da solo.
Proprio i Minerari, al turno successivo, battono il Livorno dominando ben oltre l'1-0 finale, allungando le distanze e compromettendo seriamente il prosieguo della stagione degli uomini di Fossati, ora quarti a -5. A questo punto la compagine sembra mollare la presa: il disastroso pareggio contro il debole Cenaia (che a fine anno retrocederà senza appello) scatena la reazione adirata perfino del presidente Esciua, che nell'intervista post-partita dichiara tutta la propria rabbia per una partita "indegna" e per una squadra "senza voglia".
Intanto, in seguito all'1-1 contro il Montevarchi, Esciua si assume, in conferenza stampa, tutte le responsabilità per l'andamento negativo della stagione. Il giorno dopo, 8 aprile, viene sollevato dall'incarico Fabio Fossati e promosso dalla formazione Juniores Niccolò Pascali. Il nuovo tecnico inizia con una sconfitta per 2-1 sul campo del Figline, per poi, alla penultima giornata, sconfiggere di misura il Trestina (in uno stadio deserto per protesta) e qualificarsi con un turno di anticipo ai play-off. Proprio in occasione di questo match, capitan Luci taglia il traguardo delle 400 presenze in maglia amaranto.
Nel post-season il Livorno cede il passo al Grosseto nel primo turno, perdendo 3-2, pur prendendo un palo ed una traversa, e venendo estromesso dal torneo.
In Coppa Italia Serie D il percorso del Livorno comincia dal primo turno, superato grazie alla vittoria per 1-2 in rimonta sul campo del Seravezza Pozzi, al termine di una partita molto combattuta. Ai trentaduesimi servono i tiri di rigore per decidere la vincente fra gli amaranto, in campo pressoché con tutte seconde e terze linee, ed il Ghiviborgo, che ha la peggio per 5-4 dopo l'1-1 dei tempi regolamentari. Molto più agevole, per i ragazzi di Favarin, è il compito dei sedicesimi, archiviato senza troppi problemi grazie al 3-0 rifilato al Poggibonsi. Agli ottavi di finale, i labronici espugnano anche il campo del Follonica Gavorrano, imponendosi con un secco 0-2 e approdando ai quarti. Eppure, la squadra della città portuale viene comunque eliminata d'ufficio dalla competizione, a causa dell'utilizzo improprio del giocatore Bassini, che avrebbe dovuto scontare un turno di squalifica. Il gravissimo errore, giudicato "intollerabile e ingiustificabile" dalla stessa società del Livorno, ne termina dunque inaspettatamente il cammino. Tramite un comunicato ufficiale, Esciua promette un rimborso totale a tutti i tifosi ospiti giunti a Bagno di Gavorrano. Assumendosi piena colpa dell'accaduto, il team manager Palumbo si licenzia seduta stante dalla sua posizione.

## Divise e sponsor
| Casa | Trasferta | Portiere | Portiere trasferta |

## Organigramma societario
Dal sito internet ufficiale della società.
Area direttiva
- Presidente: Joel Esciua
- Presidente onorario: Enrico Fernandez Affricano
- Direttore generale: Vittorio Mosseri
- Direttore sportivo: Raffaele Pinzani fino al 7 gennaio 2024, poi Alessandro Doga
- Consulente sportivo: Renzo Melani
- Segretario generale: Massimiliano Casali
- Responsabile area comunicazione, Social Media Manager: Laura Maccioni
- Responsabile area logistica: Marco Marchetti
- Magazzinieri: Vito Bello, Massimiliano Lucignano

Staff tecnico
- Allenatore: Giancarlo Favarin fino all'8 gennaio 2024, poi Fabio Fossati fino all'8 aprile 2024, poi Niccolò Pascali
- Vice allenatore: Giovanni Langella fino all'8 gennaio 2024, poi Roberto Correale fino all'8 aprile 2024
- Preparatore dei portieri: Luca Mazzoni
- Preparatore atletico: Francesco Chiatto
- Team Manager: Gianni Palumbo fino al 30 novembre 2023, poi Matteo Putrignano

Area medica
- Medici sociali: Giorgio Luperini, Massimo Celleri
- Fisioterapista: Marco Zaccagna
- Massaggiatore: Michael Sammuri
- Osteopata: Andrea Del Gaudio
- Nutrizionista: Ilaria Bientinesi

## Rosa

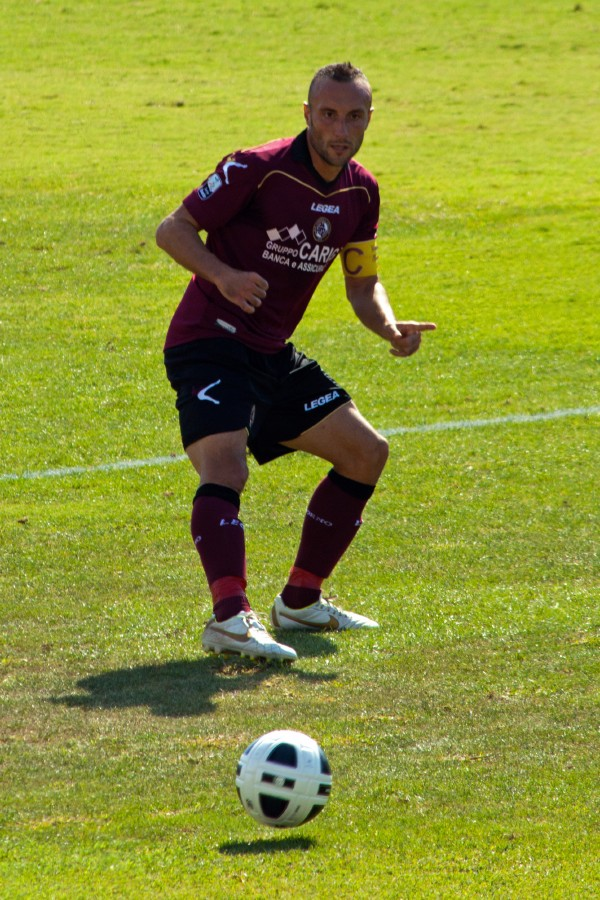
Andrea Luci, capitano del Livorno, superato Mauro Lessi e piazzatosi primo nella classifica dei giocatori con più presenze nella storia del club amaranto, raggiunge il traguardo delle 400 partite con la maglia dei labronici.

Aggiornata al 2 febbraio 2024.
| N. |                    | Ruolo | Calciatore                          |
| -- | ------------------ | ----- | ----------------------------------- |
| 1  | Italia (bandiera)  | P     | Lorenzo Facchetti                   |
| 2  | Italia (bandiera)  | D     | Tommaso Nizzoli                     |
| 3  | Italia (bandiera)  | D     | Andrea Fancelli                     |
| 4  | Italia (bandiera)  | D     | Matteo Fissore                      |
| 4  | Romania (bandiera) | C     | Andrei Tănasă                       |
| 5  | Italia (bandiera)  | D     | Matteo Ronchi                       |
| 6  | Italia (bandiera)  | C     | Giuseppe Palma                      |
| 7  | Italia (bandiera)  | C     | Niccolò Nardi                       |
| 8  | Italia (bandiera)  | C     | Andrea Luci (capitano)              |
| 9  | Italia (bandiera)  | A     | Alessandro Cesarini (vice capitano) |
| 10 | Italia (bandiera)  | C     | Daniele Bartolini                   |
| 11 | Italia (bandiera)  | A     | Elia Menga                          |
| 12 | Italia (bandiera)  | P     | Nicolò Albieri                      |
| 13 | Irlanda (bandiera) | D     | Ivan Savshak                        |
| 16 | Brasile (bandiera) | D     | Felipe Curcio                       |
| 17 | Italia (bandiera)  | D     | Matteo Martino Coriano              |
| 17 | Italia (bandiera)  | D     | Nicolò Goffredi                     |
| 18 | Italia (bandiera)  | A     | Matteo Frati                        |
| 19 | Italia (bandiera)  | C     | Lorenzo Ferraro                     |
| 20 | Italia (bandiera)  | C     | Filippo Bellini                     |
| 21 | Italia (bandiera)  | C     | Lorenzo Sabattini                   |

| N. |                     | Ruolo | Calciatore                    |
| -- | ------------------- | ----- | ----------------------------- |
| 22 | Italia (bandiera)   | P     | Valerio Biagini               |
| 23 | Italia (bandiera)   | D     | Gianmarco Bassini             |
| 26 | Ghana (bandiera)    | A     | James Tenkorang               |
| 27 | Italia (bandiera)   | D     | Duccio Brenna (vice capitano) |
| 29 | Albania (bandiera)  | C     | Mateo Likaxhiu                |
| 30 | Italia (bandiera)   | C     | Federico Vallini              |
| 32 | Italia (bandiera)   | A     | Sacha Cori                    |
| 33 | Lettonia (bandiera) | A     | Ēriks Boroduška               |
| 42 | Italia (bandiera)   | D     | Pietro Carcani                |
| 44 | Italia (bandiera)   | A     | Cristian Mutton               |
| 44 | Italia (bandiera)   | D     | Lorenzo Schiaroli             |
| 46 | Albania (bandiera)  | D     | Luis Frroku                   |
| 54 | Lettonia (bandiera) | A     | Edgars Pavļenko               |
| 55 | Brasile (bandiera)  | A     | Luís Henrique                 |
| 66 | Guinea (bandiera)   | D     | Alpha Camara                  |
| 77 | Italia (bandiera)   | C     | Giulio Giordani               |
| 80 | Italia (bandiera)   | C     | Andrea Caponi                 |
| 83 | Italia (bandiera)   | A     | Jacopo Marinari               |
| 89 | Italia (bandiera)   | D     | Leonardo Brisciani            |
| 90 | Albania (bandiera)  | A     | Christian Kosiqi              |
| 90 | Italia (bandiera)   | A     | Simone Rossetti               |
| 92 | Moldavia (bandiera) | P     | Nicolae Danko Ciobanu         |

## Calciomercato

### Sessione estiva (dal 01/07 al 15/09)
| Acquisti         | Acquisti               | Acquisti                  | Acquisti      |
| R.               | Nome                   | da                        | Modalità      |
| ---------------- | ---------------------- | ------------------------- | ------------- |
| P                | Nicolò Albieri         | Bologna                   | definitivo    |
| P                | Valerio Biagini        | Empoli                    | prestito      |
| P                | Daniel Peluffo-Wiese   | Türkgücü                  | definitivo    |
| D                | Matteo Ronchi          | Forlì                     | definitivo    |
| D                | Duccio Brenna          | San Donato Tavarnelle     | definitivo    |
| D                | Gianmarco Bassini      | Orvietana                 | definitivo    |
| D                | Matteo Fissore         | Cavese                    | definitivo    |
| D                | Tommaso Nizzoli        | Prato                     | definitivo    |
| D                | Alpha Camara           | Angers                    | definitivo    |
| C                | Andrea Caponi          | Pistoiese                 | definitivo    |
| C                | Daniele Bartolini      | Real Forte Querceta       | definitivo    |
| C                | Giuseppe Palma         | Cavese                    | definitivo    |
| C                | Filippo Bellini        | United Riccione           | definitivo    |
| C                | Lorenzo Sabattini      | Flaminia CivitaCastellana | definitivo    |
| C                | Niccolò Nardi          | Fiorentina                | prestito      |
| A                | Alessandro Cesarini    | Piacenza                  | definitivo    |
| A                | Sacha Cori             | Alessandria               | svincolato    |
| A                | Giulio Giordani        | Montevarchi               | svincolato    |
| A                | Luís Henrique          | Kataller Toyama           | svincolato    |
| A                | Cristian Mutton        | Pontedera                 | definitivo    |
| Altre operazioni |                        |                           |               |
| R.               | Nome                   | da                        | Modalità      |
| D                | Ivan Savshak           | Górnik Zabrze             | definitivo    |
| D                | Matteo Martino Coriano | Cagliari                  | definitivo    |
| D                | Leonardo Brisciani     | Spezia                    | fine prestito |
| C                | Lorenzo Ferraro        | Entella                   | prestito      |
| A                | Elia Menga             | Empoli                    | definitivo    |
| A                | Christian Kosiqi       | Cagliari                  | prestito      |

| Cessioni         | Cessioni             | Cessioni              | Cessioni      |
| R.               | Nome                 | a                     | Modalità      |
| ---------------- | -------------------- | --------------------- | ------------- |
| P                | Gabriele Fogli       | Prato                 | definitivo    |
| P                | Fabrizio Bagheria    | Inter                 | fine prestito |
| D                | Maikol Benassi       | Siracusa              | definitivo    |
| D                | Elia Giampà          |                       | svincolato    |
| D                | Mattia Lucarelli     |                       | svincolato    |
| D                | Alessandro Zanolla   |                       | svincolato    |
| D                | Gian Marco Neri      |                       | svincolato    |
| D                | Michele Russo        |                       | svincolato    |
| D                | Matteo Bontempi      |                       | svincolato    |
| C                | Simone Greselin      | Forlì                 | definitivo    |
| C                | Michele Bruzzo       | Tau Altopascio        | definitivo    |
| C                | Jacopo Giuliani      | Grosseto              | definitivo    |
| C                | Cristian Belli       | San Donato Tavarnelle | definitivo    |
| A                | Faissal El Bakhtaoui | Nocerina              | definitivo    |
| A                | Giacomo Lucatti      | San Donato Tavarnelle | definitivo    |
| A                | Francesco Neri       | San Donato Tavarnelle | definitivo    |
| A                | Simone Lo Faso       |                       | svincolato    |
| A                | Mory Bamba           |                       | svincolato    |
| Altre operazioni |                      |                       |               |
| R.               | Nome                 | a                     | Modalità      |
| P                | Giorgio Bettarini    | Geotermica            | definitivo    |
| D                | Filippo Lorenzoni    | Pro Vercelli          | fine prestito |
| D                | Almamy Camara        | Verona                | fine prestito |
| D                | Cesare Ivani         | Spezia                | fine prestito |
| C                | Federico Apolloni    | Real Forte Querceta   | definitivo    |
| C                | Lorenzo Pecchia      | Real Forte Querceta   | prestito      |
| A                | Gabriele Mazzucca    |                       | svincolato    |
| A                | Stefano Longo        | Lecco                 | fine prestito |

### Sessione invernale (dal 01/12 al 01/02/24)
| Acquisti | Acquisti          | Acquisti    | Acquisti   |
| R.       | Nome              | da          | Modalità   |
| -------- | ----------------- | ----------- | ---------- |
| P        | Lorenzo Facchetti | AlbinoLeffe | prestito   |
| D        | Lorenzo Schiaroli | Grosseto    | definitivo |
| D        | Pietro Carcani    | Ghiviborgo  | definitivo |
| D        | Nicolò Goffredi   | Bologna     | prestito   |
| C        | Mateo Likaxhiu    | Albenga     | definitivo |
| A        | James Tenkorang   | Fano        | definitivo |

| Cessioni | Cessioni               | Cessioni         | Cessioni                |
| R.       | Nome                   | a                | Modalità                |
| -------- | ---------------------- | ---------------- | ----------------------- |
| P        | Daniel Peluffo-Wiese   | Albion           | rescissione consensuale |
| D        | Gianmarco Bassini      | Lavagnese        | rescissione consensuale |
| D        | Matteo Martino Coriano | Poggibonsi       | rescissione consensuale |
| C        | Lorenzo Ferraro        | Entella          | fine prestito           |
| A        | Christian Kosiqi       | Cagliari         | fine prestito           |
| A        | Cristian Mutton        | Sangiuliano City | definitivo              |

### Operazioni esterne alle sessioni di mercato
| Acquisti | Acquisti        | Acquisti  | Acquisti   |
| R.       | Nome            | da        | Modalità   |
| -------- | --------------- | --------- | ---------- |
| D        | Felipe Curcio   |           | svincolato |
| C        | Andrei Tănasă   | Pistoiese | definitivo |
| A        | Simone Rossetti | Novara    | svincolato |

| Cessioni | Cessioni       | Cessioni    | Cessioni                |
| R.       | Nome           | a           | Modalità                |
| -------- | -------------- | ----------- | ----------------------- |
| D        | Matteo Fissore | Manfredonia | rescissione consensuale |
| C        | Andrea Caponi  |             | rescissione consensuale |
| C        | Giuseppe Palma | Acireale    | rescissione consensuale |

## Risultati

### Serie D

#### Girone di andata
| Arbitro: | Caruso (Viterbo) |

|           |           |                                                       |
| Motti 23’ | Marcatori | 10’ Giordani 11’ Nardi 30’ (rig.) Cesarini 63’ Mutton |

| Arbitro: | Cerea (Bergamo) |

|              |           |               |
| Ronchi 90+6’ | Marcatori | 8’ P. Sabelli |

| Arbitro: | Menozzi (Treviso) |

|               |           |                                   |
| Panattoni 17’ | Marcatori | 33’ Cesarini 41’ Cori 82’ Bellini |

| Arbitro: | Vailati (Crema) |

|                                |           |           |
| Cori 13’ Luci 35’ Cesarini 40’ | Marcatori | 24’ Borgo |

| Arbitro: | Hamza Riahi (Lovere) |

|  |           |                   |
|  | Marcatori | 73’ Luís Henrique |

| Arbitro: | Aldi (Lanciano) |

|                         |           |                                    |
| Bellini 71’ Frati 90+2’ | Marcatori | 39’, 69’, 72’ Andolfi 81’ Biagioni |

| Arbitro: | Pasculli (Como) |

|  |           |              |
|  | Marcatori | 14’ Giordani |

| Arbitro: | Frasynyak (Gallarate) |

|  |           |                  |
|  | Marcatori | 37’ L. Benedetti |

| Arbitro: | Aloise (Lodi) |

|                 |           |           |
| M. Polidori 56’ | Marcatori | 23’ Nardi |

| Arbitro: | Matina (Palermo) |

|          |           |             |
| Cori 82’ | Marcatori | 79’ A. Pino |

| Arbitro: | Muccignato (Pordenone) |

|            |           |                       |
| Borghi 14’ | Marcatori | 70’ Giordani 82’ Cori |

| Arbitro: | Tagliente (Brindisi) |

|                                |           |             |
| Menga 32’ Nardi 35’ Brenna 90’ | Marcatori | 40’ Macchia |

| Arbitro: | Castellano (Nichelino) |

|  |           |                          |
|  | Marcatori | 38’ Cesarini 75’ Bellini |

| Arbitro: | Liotta (Castellammare di Stabia) |

|                   |           |                    |
| Luís Henrique 15’ | Marcatori | 90’ (rig.) Torrini |

| Arbitro: | Selva (Alghero) |

|             |           |              |
| Benucci 29’ | Marcatori | 62’ Giordani |

| Arbitro: | Eremitaggio (Ancona) |

|              |           |  |
| Contucci 30’ | Marcatori |  |

| Arbitro: | Marra (Mantova) |

|              |           |  |
| Cesarini 21’ | Marcatori |  |

#### Girone di ritorno
| Arbitro: | Rossini (Torino) |

|  |           |             |
|  | Marcatori | 48’ Bigozzi |

| Arbitro: | Migliorini (Verona) |

|                  |           |                   |
| P. Sabelli 45+3’ | Marcatori | 17’ Luís Henrique |

| Arbitro: | Franzò (Siracusa) |

|            |           |            |
| Tănasă 19’ | Marcatori | 8’ Bardini |

| Arbitro: | Saffioti (Como) |

|               |           |         |
| Mezzasoma 30’ | Marcatori | 3’ Luci |

| Arbitro: | Dasso (Genova) |

|                                                               |           |               |
| Luís Henrique 4’ A. Camara 34’ Giordani 50’ Ja. Tenkorang 79’ | Marcatori | 11’ Signorini |

| Arbitro: | Molinaro (Lamezia Terme) |

|          |           |                                |
| Zini 22’ | Marcatori | 39’ (rig.) Giordani 71’ Tănasă |

| Arbitro: | Guitaldi (Rimini) |

|                            |           |                   |
| S. Rossetti 23’ Tănasă 85’ | Marcatori | 69’ K. F. Heatley |

| Arbitro: | Mazzer (Conegliano) |

|                         |           |                       |
| L. Benedetti 82’ (rig.) | Marcatori | 7’ Nardi 90+5’ Tănasă |

| Arbitro: | C. Esposito (Napoli) |

|                 |           |          |
| S. Rossetti 60’ | Marcatori | 24’ Rémy |

| Arbitro: | C. Virgilio (Agrigento) |

|               |           |  |
| Ampollini 37’ | Marcatori |  |

| Arbitro: | Dini (Città di Castello) |

|                                   |           |  |
| Curcio 64’ (rig.) Sabattini 90+2’ | Marcatori |  |

| Arbitro: | Grieco (Ascoli Piceno) |

|               |           |          |
| Bartolini 64’ | Marcatori | 19’ Luci |

| Arbitro: | Lotito (Cremona) |

|          |           |              |
| Cori 76’ | Marcatori | 14’ Bontempi |

| Arbitro: | Lascaro (Matera) |

|                              |           |              |
| Torrini 72’ Bruni 82’ (rig.) | Marcatori | 30’ Giordani |

| Arbitro: | Buzzone (Enna) |

|               |           |  |
| Sabattini 90’ | Marcatori |  |

| Arbitro: | Tropiano (Bari) |

|                        |           |              |
| Frati 24’ Marinari 60’ | Marcatori | 57’ Di Nolfo |

| Arbitro: | Terribile (Bassano del Grappa) |

|            |           |  |
| Manoni 33’ | Marcatori |  |

### Play-off
| Arbitro: | Muccignato (Pordenone) |

|                                  |           |                    |
| Marzierli 11’, 35’ Rinaldini 27’ | Marcatori | 32’ Luci 83’ Frati |

### Coppa Italia Serie D

#### Turni eliminatori
| Arbitro: | Zammarchi (Cesena) |

|            |           |                           |
| Putzolu 6’ | Marcatori | 11’ Cesarini 52’ Giordani |

### Fase finale
| Arbitro: | Capoccia (Perugia) |

|                                    |                      |                                           |
| Palma 28’                          | Marcatori            | 82’ Giannini                              |
| Brenna Caponi Bassini Menga Kosiqi | Tiri di rigore 5 – 4 | Giannini Carcani A. Orlandi Vitrani Lepri |

| Arbitro: | Guitaldi (Rimini) |

|                               |           |  |
| Cesarini 14’, 26’ Ferraro 52’ | Marcatori |  |

| Arbitro: | Pazzarelli (Macerata) |

|  |           |                                |
|  | Marcatori | 66’ Luís Henrique 90+4’ Curcio |

## Statistiche

### Statistiche di squadra
Aggiornate al 12 maggio 2024.
| Competizione         | Punti | In casa | In casa | In casa | In casa | In casa | In casa | In trasferta | In trasferta | In trasferta | In trasferta | In trasferta | In trasferta | Totale | Totale | Totale | Totale | Totale | Totale | DR  |
| Competizione         | Punti | G       | V       | N       | P       | Gf      | Gs      | G            | V            | N            | P            | Gf           | Gs           | G      | V      | N      | P      | Gf     | Gs     | DR  |
| -------------------- | ----- | ------- | ------- | ------- | ------- | ------- | ------- | ------------ | ------------ | ------------ | ------------ | ------------ | ------------ | ------ | ------ | ------ | ------ | ------ | ------ | --- |
| Serie D              | 59    | 17      | 8       | 6       | 3       | 26      | 17      | 17           | 8            | 5            | 4            | 23           | 15           | 34     | 16     | 11     | 7      | 49     | 32     | +17 |
| Play-off             | -     | 0       | 0       | 0       | 0       | 0       | 0       | 1            | 0            | 0            | 1            | 2            | 3            | 1      | 0      | 0      | 1      | 2      | 3      | -1  |
| Coppa Italia Serie D | -     | 2       | 2       | 0       | 0       | 4       | 1       | 2            | 1            | 0            | 1            | 2            | 4            | 4      | 3      | 0      | 1      | 6      | 5      | +1  |
| Totale               | -     | 19      | 10      | 6       | 3       | 30      | 18      | 19           | 9            | 5            | 6            | 27           | 22           | 39     | 19     | 11     | 9      | 57     | 40     | +17 |

### Andamento in campionato
| Giornata  | 1 | 2 | 3 | 4 | 5 | 6 | 7 | 8 | 9 | 10 | 11 | 12 | 13 | 14 | 15 | 16 | 17 | 18 | 19 | 20 | 21 | 22 | 23 | 24 | 25 | 26 | 27 | 28 | 29 | 30 | 31 | 32 | 33 | 34 |
| --------- | - | - | - | - | - | - | - | - | - | -- | -- | -- | -- | -- | -- | -- | -- | -- | -- | -- | -- | -- | -- | -- | -- | -- | -- | -- | -- | -- | -- | -- | -- | -- |
| Luogo     | T | C | T | C | T | C | T | C | T | C  | T  | C  | T  | C  | T  | T  | C  | C  | T  | C  | T  | C  | T  | C  | T  | C  | T  | C  | T  | C  | T  | C  | C  | T  |
| Risultato | V | N | V | V | V | P | V | P | N | N  | V  | V  | V  | N  | N  | P  | V  | P  | N  | N  | N  | V  | V  | V  | V  | N  | P  | V  | N  | N  | P  | V  | V  | P  |
| Posizione | 5 | 6 | 3 | 1 | 1 | 3 | 2 | 3 | 6 | 5  | 5  | 5  | 4  | 4  | 4  | 6  | 5  | 6  | 6  | 6  | 7  | 5  | 4  | 3  | 3  | 3  | 4  | 3  | 3  | 4  | 5  | 5  | 4  | 4  |

Fonte: (IT) Classifica progressiva Serie D Girone E, su tuttocampo.it. URL consultato il 4 giugno 2024 (archiviato dall'url originale il 4 giugno 2024).
Legenda:

Luogo: C = Casa; T = Trasferta. Risultato: V = Vittoria; N = Pareggio; P = Sconfitta.

### Statistiche dei giocatori
Sono in corsivo i calciatori che hanno lasciato la squadra a stagione in corso.
| Giocatore          | Serie D  | Serie D | Serie D     | Serie D    | Play-off | Play-off | Play-off    | Play-off   | Coppa Italia Serie D | Coppa Italia Serie D | Coppa Italia Serie D | Coppa Italia Serie D | Totale   | Totale | Totale      | Totale     |
| Giocatore          | Presenze | Reti    | Ammonizioni | Espulsioni | Presenze | Reti     | Ammonizioni | Espulsioni | Presenze             | Reti                 | Ammonizioni          | Espulsioni           | Presenze | Reti   | Ammonizioni | Espulsioni |
| ------------------ | -------- | ------- | ----------- | ---------- | -------- | -------- | ----------- | ---------- | -------------------- | -------------------- | -------------------- | -------------------- | -------- | ------ | ----------- | ---------- |
| N. Albieri         | 12       | -7      | 1           | 1          | 0        | -0       | 0           | 0          | 1                    | -1                   | 0                    | 0                    | 13       | -8     | 1           | 1          |
| D. Bartolini       | 2        | 0       | 0           | 0          | 0        | 0        | 0           | 0          | 1                    | 0                    | 1                    | 0                    | 3        | 0      | 1           | 0          |
| G. Bassini         | 10       | 0       | 2           | 0          | 0        | 0        | 0           | 0          | 3                    | 0                    | 2                    | 0                    | 13       | 0      | 4           | 0          |
| F. Bellini         | 29       | 3       | 6           | 1          | 1        | 0        | 0           | 0          | 1                    | 0                    | 0                    | 0                    | 31       | 3      | 6           | 1          |
| V. Biagini         | 10       | -12     | 1           | 0          | 1        | -3       | 0           | 0          | 1                    | -1                   | 0                    | 0                    | 12       | -16    | 1           | 0          |
| Ē. Boroduška       | 2        | 0       | 0           | 0          | 0        | 0        | 0           | 0          | 2                    | 0                    | 0                    | 0                    | 4        | 0      | 0           | 0          |
| D. Brenna          | 22       | 1       | 8           | 1          | 1        | 0        | 0           | 0          | 4                    | 0                    | 0                    | 0                    | 27       | 1      | 8           | 1          |
| L. Brisciani       | 14       | 0       | 1           | 0          | 0        | 0        | 0           | 0          | 2                    | 0                    | 0                    | 0                    | 16       | 0      | 1           | 0          |
| A. Camara          | 22       | 1       | 1           | 0          | 1        | 0        | 0           | 0          | 3                    | 0                    | 0                    | 0                    | 26       | 1      | 1           | 0          |
| A. Caponi          | 7        | 0       | 1           | 1          | 0        | 0        | 0           | 0          | 1                    | 0                    | 0                    | 0                    | 8        | 0      | 1           | 1          |
| P. Carcani         | 13       | 0       | 1           | 0          | 0        | 0        | 0           | 0          | 0                    | 0                    | 0                    | 0                    | 13       | 0      | 1           | 0          |
| A. Cesarini        | 16       | 5       | 4           | 0          | 0        | 0        | 0           | 0          | 2                    | 3                    | 0                    | 0                    | 18       | 8      | 4           | 0          |
| S. Cori            | 22       | 5       | 1           | 0          | 0        | 0        | 0           | 0          | 0                    | 0                    | 0                    | 0                    | 22       | 5      | 1           | 0          |
| F. Curcio          | 17       | 1       | 4           | 0          | 1        | 0        | 1           | 0          | 0                    | 0                    | 0                    | 0                    | 18       | 1      | 5           | 0          |
| N. Danko Ciobanu   | 3        | -3      | 0           | 0          | 0        | -0       | 0           | 0          | 2                    | -3                   | 0                    | 0                    | 5        | -6     | 0           | 0          |
| L. Facchetti       | 10       | -10     | 1           | 0          | 0        | -0       | 0           | 0          | 0                    | -0                   | 0                    | 0                    | 10       | -10    | 1           | 0          |
| A. Fancelli        | 13       | 0       | 0           | 0          | 1        | 0        | 0           | 0          | 1                    | 0                    | 0                    | 0                    | 15       | 0      | 0           | 0          |
| L. Ferraro         | 3        | 0       | 0           | 0          | 0        | 0        | 0           | 0          | 3                    | 1                    | 0                    | 0                    | 6        | 1      | 0           | 0          |
| M. Fissore         | 0        | 0       | 0           | 0          | 0        | 0        | 0           | 0          | 1                    | 0                    | 1                    | 0                    | 1        | 0      | 1           | 0          |
| M. Frati           | 12       | 2       | 0           | 0          | 1        | 1        | 1           | 0          | 2                    | 0                    | 1                    | 0                    | 15       | 3      | 2           | 0          |
| L. Frroku          | 2        | 0       | 0           | 0          | 0        | 0        | 0           | 0          | 0                    | 0                    | 0                    | 0                    | 2        | 0      | 0           | 0          |
| G. Giordani        | 30       | 7       | 9           | 0          | 0        | 0        | 0           | 0          | 3                    | 1                    | 0                    | 0                    | 33       | 8      | 9           | 0          |
| N. Goffredi        | 9        | 0       | 1           | 0          | 0        | 0        | 0           | 0          | 0                    | 0                    | 0                    | 0                    | 9        | 0      | 1           | 0          |
| L. Henrique        | 17       | 4       | 1           | 0          | 0        | 0        | 0           | 0          | 3                    | 0                    | 0                    | 0                    | 20       | 4      | 1           | 0          |
| C. Kosiqi          | 3        | 0       | 1           | 0          | 0        | 0        | 0           | 0          | 2                    | 0                    | 0                    | 0                    | 5        | 0      | 1           | 0          |
| M. Likaxhiu        | 6        | 0       | 1           | 0          | 0        | 0        | 0           | 0          | 0                    | 0                    | 0                    | 0                    | 6        | 0      | 1           | 0          |
| A. Luci            | 28       | 3       | 10          | 0          | 1        | 1        | 0           | 0          | 3                    | 0                    | 0                    | 0                    | 32       | 4      | 10          | 0          |
| J. Marinari        | 4        | 1       | 0           | 0          | 1        | 0        | 0           | 0          | 0                    | 0                    | 0                    | 0                    | 5        | 1      | 0           | 0          |
| M. Martino Coriano | 3        | 0       | 1           | 0          | 0        | 0        | 0           | 0          | 2                    | 0                    | 0                    | 0                    | 5        | 0      | 1           | 0          |
| E. Menga           | 15       | 1       | 0           | 0          | 1        | 0        | 0           | 0          | 2                    | 0                    | 1                    | 0                    | 18       | 1      | 1           | 0          |
| C. Mutton          | 13       | 1       | 2           | 0          | 0        | 0        | 0           | 0          | 3                    | 0                    | 0                    | 0                    | 16       | 1      | 2           | 0          |
| N. Nardi           | 33       | 4       | 1           | 0          | 1        | 0        | 0           | 0          | 2                    | 0                    | 0                    | 0                    | 36       | 4      | 1           | 0          |
| T. Nizzoli         | 10       | 0       | 0           | 0          | 0        | 0        | 0           | 0          | 3                    | 0                    | 0                    | 0                    | 13       | 0      | 0           | 0          |
| G. Palma           | 4        | 0       | 0           | 0          | 0        | 0        | 0           | 0          | 2                    | 1                    | 0                    | 0                    | 6        | 1      | 0           | 0          |
| E. Pavļenko        | 1        | 0       | 0           | 0          | 1        | 0        | 0           | 0          | 0                    | 0                    | 0                    | 0                    | 2        | 0      | 0           | 0          |
| M. Ronchi          | 23       | 1       | 3           | 1          | 1        | 0        | 0           | 0          | 1                    | 0                    | 1                    | 0                    | 25       | 1      | 4           | 1          |
| S. Rossetti        | 8        | 2       | 0           | 0          | 1        | 0        | 1           | 0          | 0                    | 0                    | 0                    | 0                    | 9        | 2      | 1           | 0          |
| I. Savshak         | 14       | 0       | 0           | 0          | 0        | 0        | 0           | 0          | 1                    | 0                    | 0                    | 0                    | 15       | 0      | 0           | 0          |
| L. Sabattini       | 18       | 2       | 2           | 0          | 1        | 0        | 1           | 0          | 2                    | 0                    | 0                    | 0                    | 21       | 2      | 3           | 0          |
| L. Schiaroli       | 12       | 0       | 5           | 1          | 0        | 0        | 0           | 0          | 0                    | 0                    | 0                    | 0                    | 12       | 0      | 5           | 1          |
| A. Tănasă          | 19       | 4       | 3           | 1          | 1        | 0        | 0           | 0          | 1                    | 0                    | 0                    | 0                    | 21       | 4      | 3           | 1          |
| Ja. Tenkorang      | 10       | 1       | 0           | 0          | 0        | 0        | 0           | 0          | 0                    | 0                    | 0                    | 0                    | 10       | 1      | 0           | 0          |
| F. Vallini         | 2        | 0       | 0           | 0          | 0        | 0        | 0           | 0          | 0                    | 0                    | 0                    | 0                    | 2        | 0      | 0           | 0          |

## Giovanili

### Organigramma
Dal sito internet ufficiale della società.
Area direttiva
- Responsabile: Alessandro Doga
- Segretario: Aldo Tosti
- Dirigenti accompagnatori: Elio Brilli, Francesco Furino

Staff tecnico
- Allenatore: Niccolò Pascali fino all'8 aprile 2024, poi Matteo Brisciani
- Vice allenatore: Enrico Del Gratta
- Preparatori dei portieri: Matteo Brisciani, Alessandro Mancini
- Preparatore atletico: Stefano Sergio

Staff medico
- Medici sociali: Aldo Bonsanti, Isabella Rinaldi
- Massaggiatore: Ivo Cavallini

### Piazzamenti
- Juniores Nazionali
  - Campionato: 3º nel girone F
    - Fase nazionale: Ottavi di finale